# オッキディルーポ
Occhi di Lupo (発音 [ˈɔkki di ˈluːpo]; 直訳は 「狼の目」)は、大き目の筒状のパスタの一種で、通常エクストラ・バージン・オリーブ・オイル、リコッタチーズ、ペコリーノチーズ粉、パセリやバジルなどのハーブが入った具が詰められている。